# 1853 a tudományban
Az 1853. év a tudományban és a technikában.

## Születések
- június 3. – Flinders Petrie angol egyiptológus, a régészet tudományos módszertanának egyik úttörője († 1942)
- július 4. – Ernst Otto Beckmann német kémikus († 1923)
- július 18. – Hendrik Lorentz Nobel-díjas holland fizikus. Tőle ered a róla elnevezett Lorentz-transzformáció († 1928)
- szeptember 2. – Wilhelm Ostwald lett születésű Nobel-díjas kémikus, a fizikai kémia úttörője († 1932)
- szeptember 16. – Albrecht Kossel Nobel-díjas német biokémikus, a genetika egyik kiemelkedő tudósa († 1927)
- szeptember 21. – Heike Kamerlingh Onnes Nobel-díjas holland fizikus, a szupravezetés felfedezője († 1926)

## Halálozások
- március 17. – Doppler Christian osztrák matematikus, a róla elnevezett effektus fölfedezője (* 1803)
- április 23. – Auguste Laurent francia kémikus; felfedezte az antracént, a ftálsavat, azonosította a fenolt a karbolsavval, jelentősen hozzájárult a szerves kémia kialakulásához (* 1807)
- június 8. – Richard William Howard Vyse angol politikus és katonatiszt, egyben amatőr egyiptológus (* 1784)
- szeptember 30. – Auguste de Saint-Hilaire francia botanikus, felfedező (* 1779)
- október 2. – François Arago francia fizikus, csillagász, matematikus (* 1786)
- október 18. – Johann Fischer von Waldheim német anatómus, entomológus és paleontológus (* 1771)